# BMW i

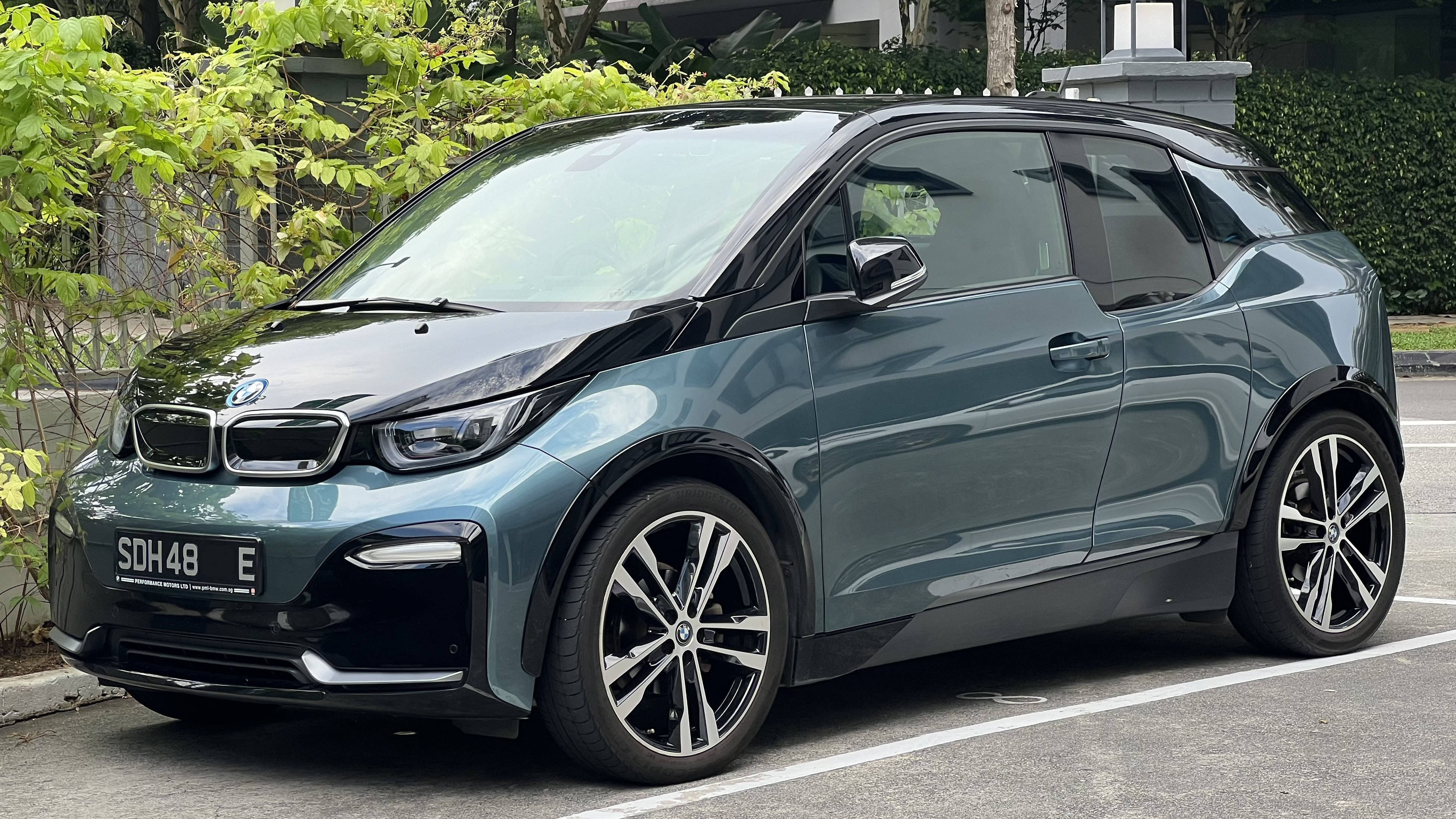
Der i3, das erste rein elektrische Serienfahrzeug von BMW, 2013–2022

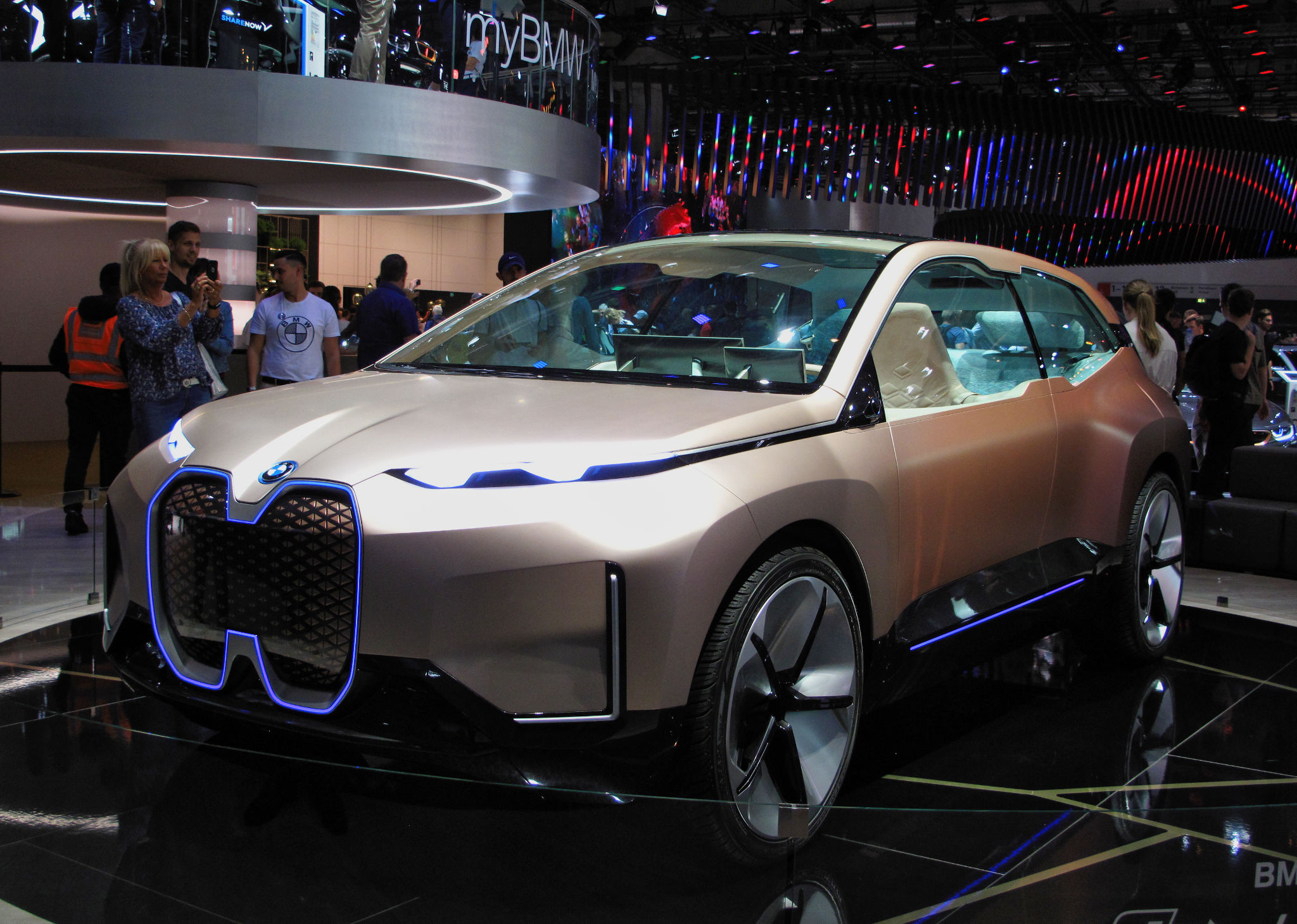
Studie iNext, Herbst 2018

BMW i ist eine 2010 gegründete Submarke des Automobilherstellers BMW, unter der seit 2013 elektrische bzw. teilelektrische Modelle des Automobilherstellers angeboten werden. Seitdem wurden etliche Baureihen in den Markt als Serienfahrzeuge eingeführt; insbesondere dem BMW i3 und BMW i8, aber auch dem BMW iX3 liegen Nachhaltigkeitsanforderungen zugrunde. Weitere Konzepte wurden angekündigt.
Zusätzlich werden bei BMW i alle Mobilitäts-Dienste des BMW-Konzerns gebündelt.

## Geschichte
Im Jahr 2008 wurde der unternehmensinterne Thinktank project i beauftragt, leichtgewichtige und umweltfreundliche Elektroautos für den städtischen Verkehr zu entwickeln. Damit sollten unter anderem die zukünftigen Mobilitätsbedürfnisse von Großstadtbewohnern erfüllt werden. Seit 2008 gab es eine Beauftragte für Nachhaltigkeit.
Dazu wurden in einer ersten Phase der Mini E sowie der BMW ActiveE in internationalen Feldversuchen getestet. Die Ergebnisse der Feldversuche flossen dann in der zweiten Phase in die Serienentwicklung von BMW i3 und BMW i8 ein. Dabei erprobte BMW im ActiveE mit Motor, Batteriemodulen und Batteriesteuerung bereits die Kernkomponenten des BMW i3.
Im April 2016 entschied man sich dazu, dass BMW i sich künftig verstärkt auf autonom fahrende Fahrzeuge spezialisieren wird.
Ende 2016 plante BMW mit anderen Herstellern ein Schnellladenetz, das nach der Umsetzung unter dem Namen Ionity seit Mitte 2018 mit zertifiziertem Ökostrom (Grüner Strom-Label) arbeitet.
2017 zeigte BMW i dann auf der IAA die Studie Vision dynamics in der Größe des 3er-BMWs, die als i4 seit 2021 gebaut wird.
Schon Ende des Jahres 2017 hatte BMW Namensrechte für i1 bis i9 und für iX1 bis iX9 eingetragen.
2018 wurde auf der Auto China in Beijing und auf dem Pariser Autosalon der rein elektrisch angetriebene BMW Concept iX3 auf Basis des X3 gezeigt und damit die fünfte Generation der E-Antriebstechnik eingeführt. Die fünfte Generation der Batteriezelle kam noch 2020 mit dem BMW iX3. Ab dieser Generation sind die Zellhersteller vertraglich verpflichtet, bei der Produktion ausschließlich Grünstrom zu verwenden. Darüber kommt der Elektromotor ohne seltene Erden aus. Die Fahrzeugarchitekturen von BMW sollen zukünftig auch elektrische Antriebe verwenden können; rein elektrische BMWs sollen dann BMW i heißen. Weiter wurde auf dem Pariser Autosalon die SUV-Studie iNext vorgestellt. Das Serienmodell BMW iX wurde im November 2020 präsentiert und wird seit Juli 2021 im BMW-Werk Dingolfing produziert.
Auf der IAA 2019 wurde ein X5 mit Brennstoffzelle als i Hydrogen Next vorgestellt. 2022 soll das Fahrzeug in Kleinserie gebaut werden. Seit 2015 testet BMW den Brennstoffzellenantrieb in einer Versuchsflotte des 5er GT. Ebenso auf der IAA 2019 wurde die Hybridsportwagen-Studie M Next vorgestellt,
die bislang aber nicht den Weg in die Serie fand.

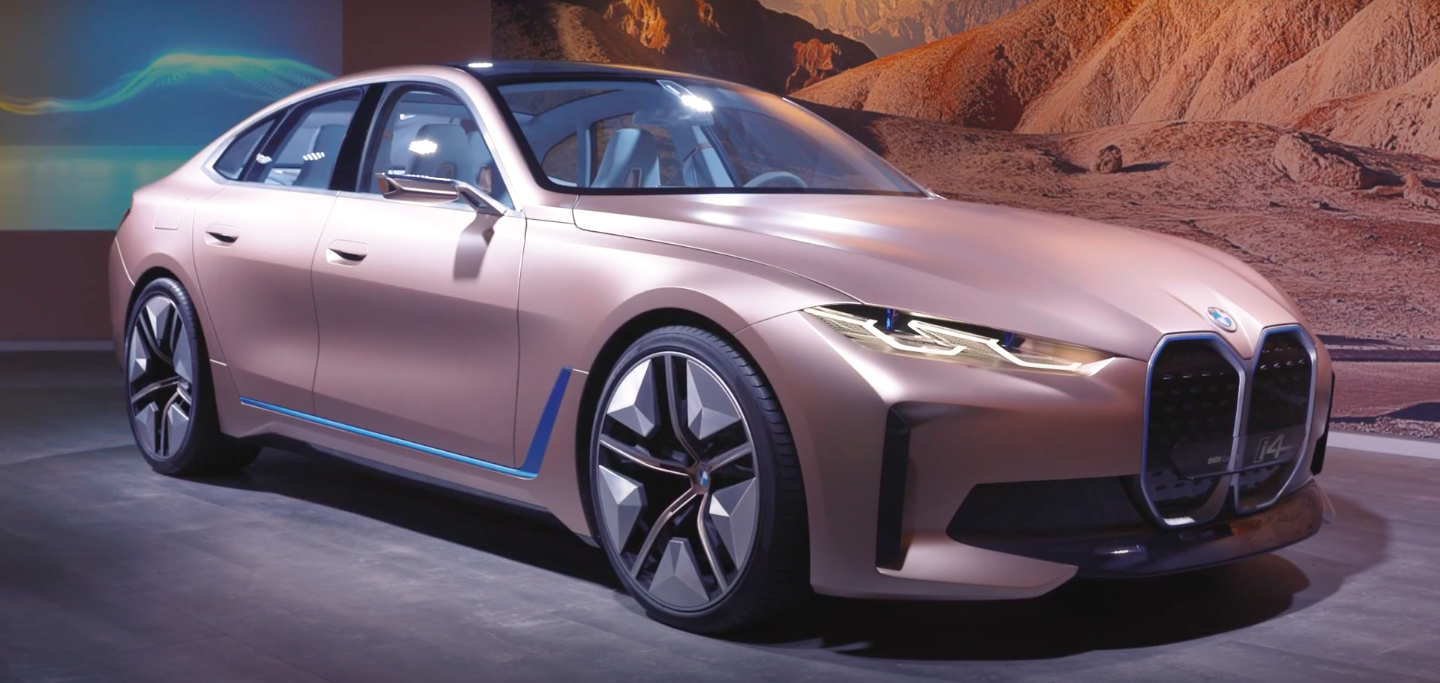
Concept i4

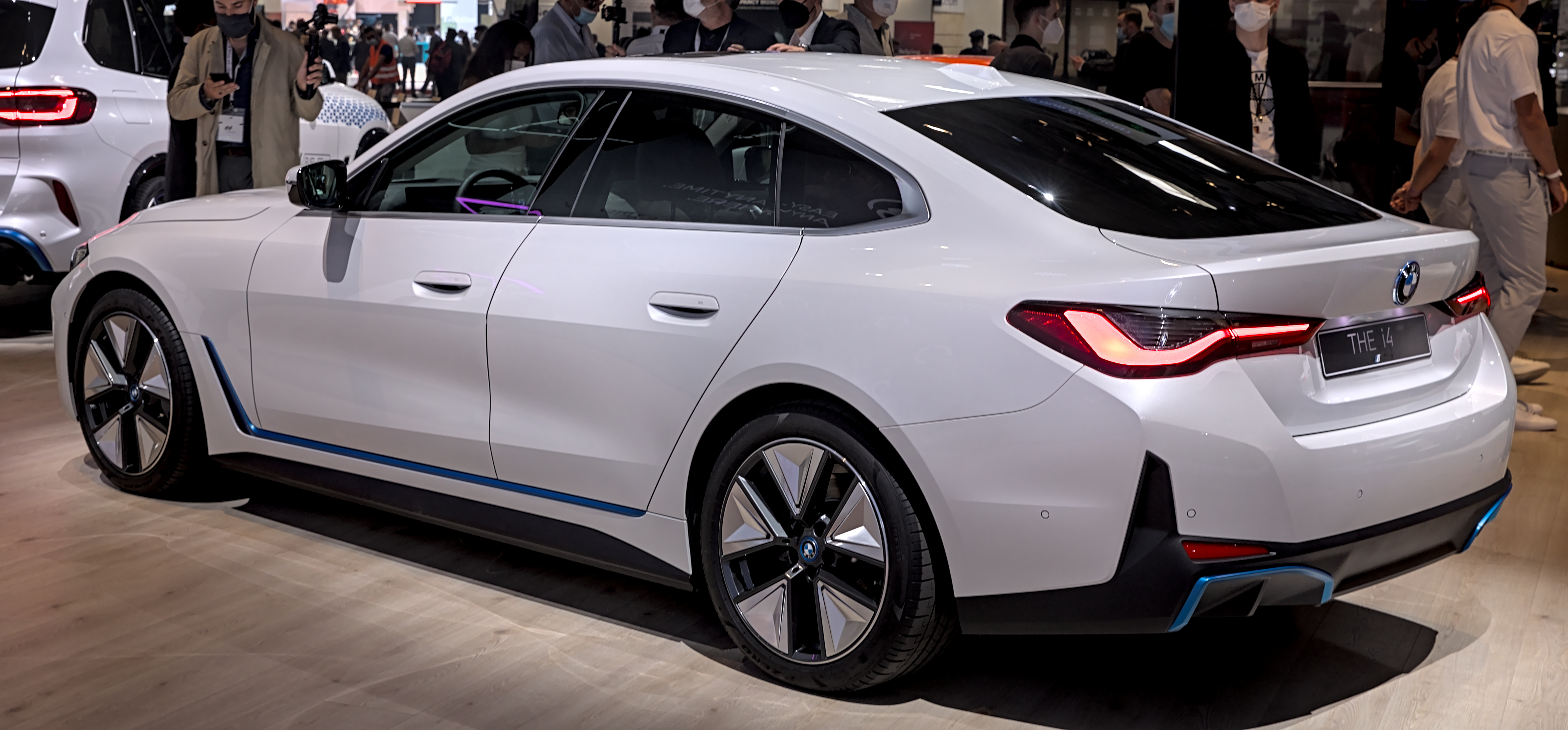
i4 Serienmodell, IAA 2021

Zum Genfer Salon 2020 zeigte BMW die Studie Concept i4, die seriennah sein soll. Sie hat einen 390 kW / 530 PS starken Elektromotor; das Serienmodell hat die gleiche Plattform wie der 4er Gran Coupé. Mit ihrem 80-kWh-Akku soll sie im WLTP-Zyklus 600 km weit kommen. Die Batterie wurde neu und selbst entwickelt. Das Fahrzeug bietet wie schon der iX3 unterschiedliche Fahrmodi, die mit unterschiedlichen Klängen verbunden sind. Dazu nahm BMW den Filmkomponisten Hans Zimmer unter Vertrag. Der i4 wird im BMW-Werk München gebaut werden. Die Nachfrage nach dem im November 2021 am Markt eingeführten i4 war noch 2021 überraschend hoch: die Wartezeit betrug neun Monate, so dass bei BMW über Sonderschichten verhandelt wurde.
2020 kündigte BMW an, bei Li-Ionen-Akkus einen Kobalt-Anteil von maximal zehn Prozent anzustreben, da es oft unter prekären Bedingungen abgebaut wird. Das Serienmodell wurde schließlich im März 2021 vorgestellt. Für 2025 sind rein elektrische Fahrzeugarchitekturen angekündigt. Für die Batterieproduktion in Deutschland wurde der chinesische Marktführer CATL als Partner gewonnen. Für Lithium der Batteriezellen schloss BMW im März 2021 mit dem amerikanischen Unternehmen Livent einen Mehrjahresvertrag; Livent verwendet ein Abbauverfahren, das bei der Lithium-Gewinnung den größten Teil der Salzlauge nicht verdunstet, sondern in die Umwelt zurückgibt. Weiter beteiligen sich BMW und BASF an einer Studie der University of Alaska Anchorage und der University of Massachusetts Amherst zum Wasserverbrauch verschiedener Methoden des Lithiumabbaus.
Auf der IAA 2021 präsentierte BMW das aus Recyclingmaterial hergestellte Konzeptfahrzeug i Vision Circular. Darüber hinaus ist die Aluminiumkarosserie nicht lackiert, sondern eloxiert, es wurde auf Klebungen und problematisch zu recycelnde Materialmixe verzichtet, die Reifen bestehen aus Naturkautschuk. Bei der Entwicklung wurde das Ziel verfolgt, eine CO2-Bilanz von 0 Gramm zu erreichen.
Auf der Consumer Electronics Show im Januar 2023 wurde das Konzeptfahrzeug i Vision Dee vorgestellt. Die Limousine hat ein großes Head-up-Display und projizierte Bedienelemente.
Nach guten Erfahrungen bei der Erprobung der Flotte von Wasserstofffahrzeugen des iX5 Hydrogen, kündigte BMW Anfang September 2024 für 2028 die Serienfertigung eines Brennstoffzellenfahrzeugs an. Die Zeitplanung beruht auf der Erwartung, dass bis dahin eine bessere Wasserstoffinfrastruktur bereitsteht.

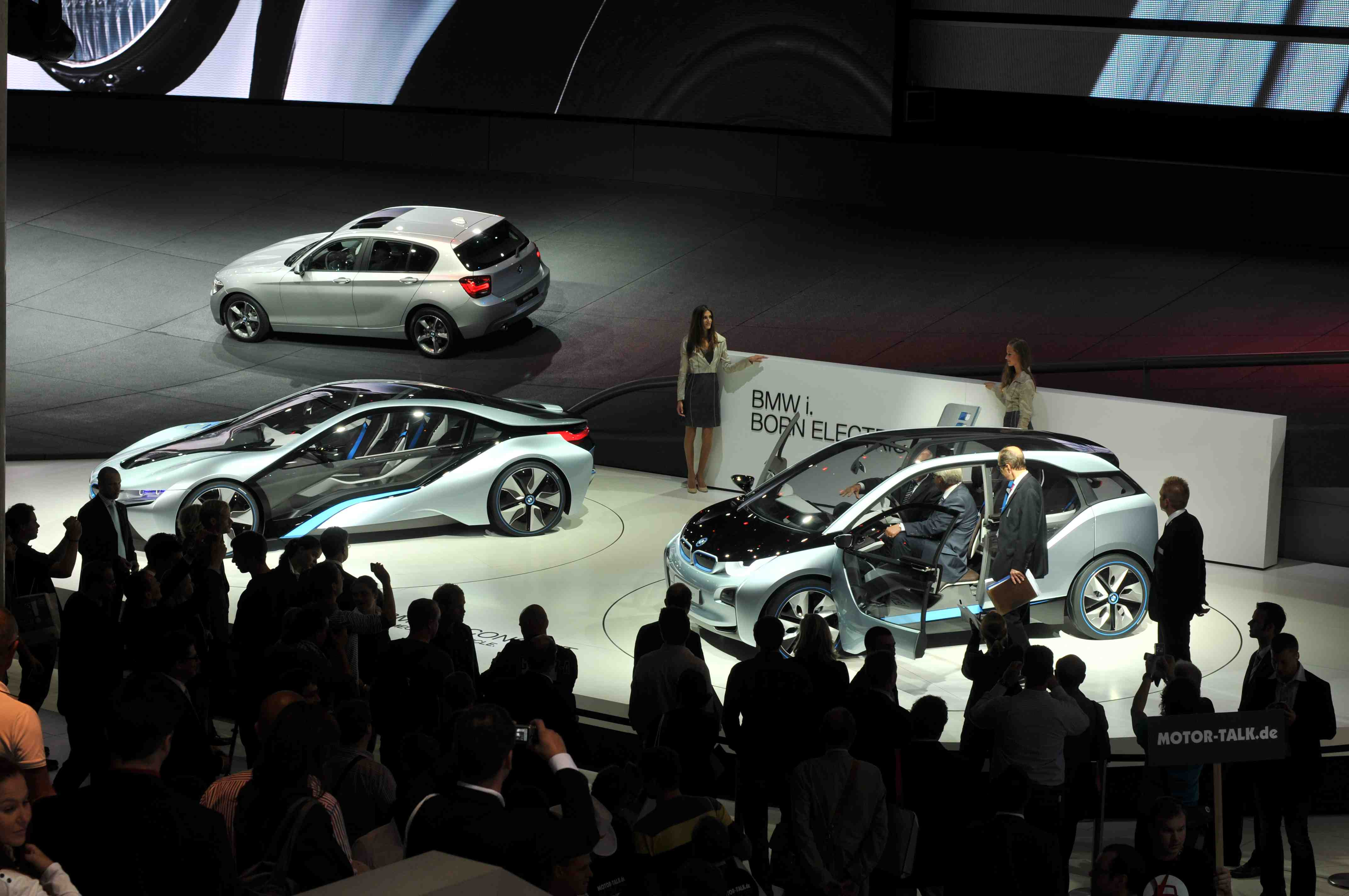
Vorstellung von i8 und i3 auf der IAA 2011
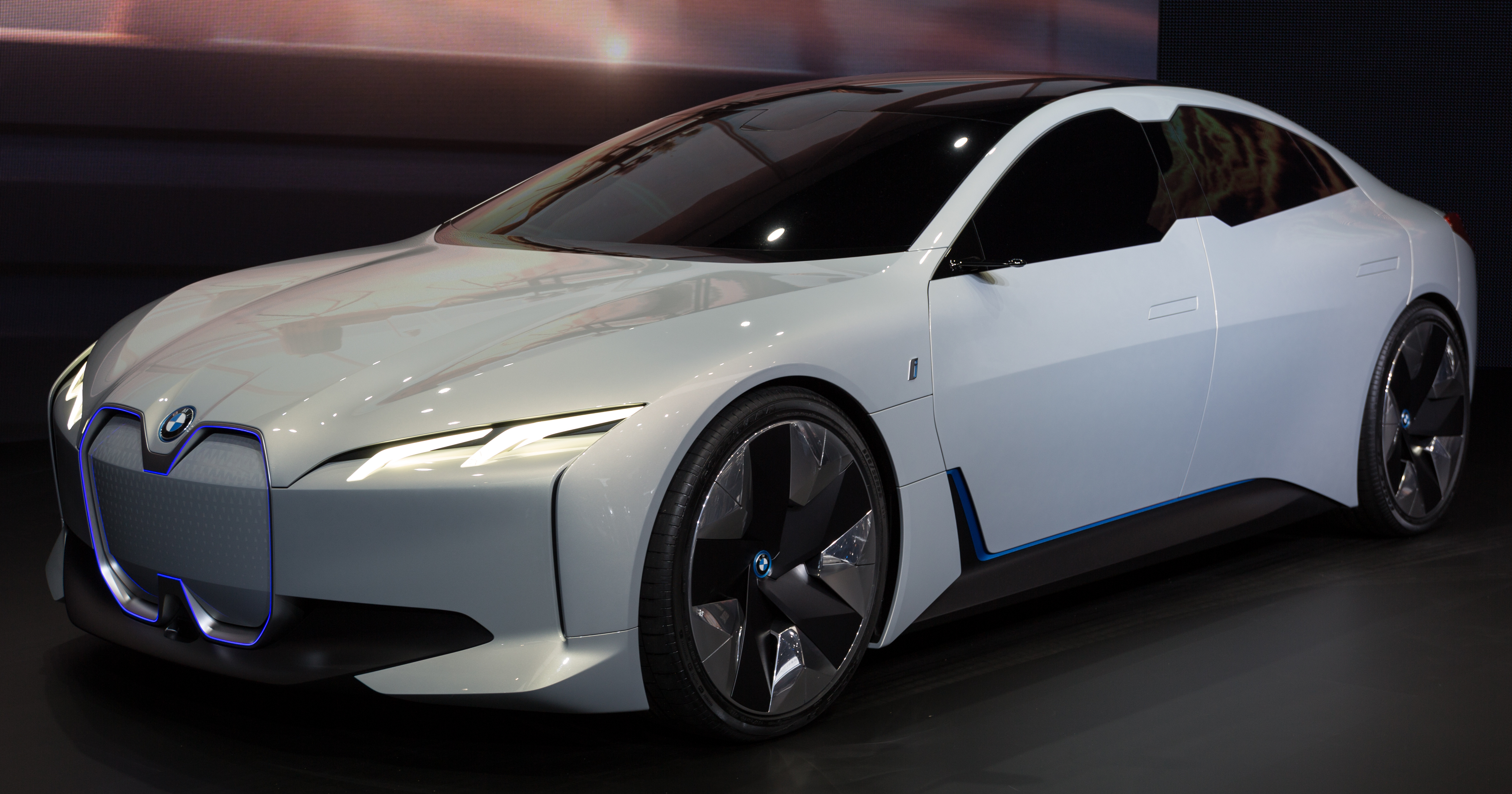
BMW i Vision Dynamics, Konzeptfahrzeug 2017
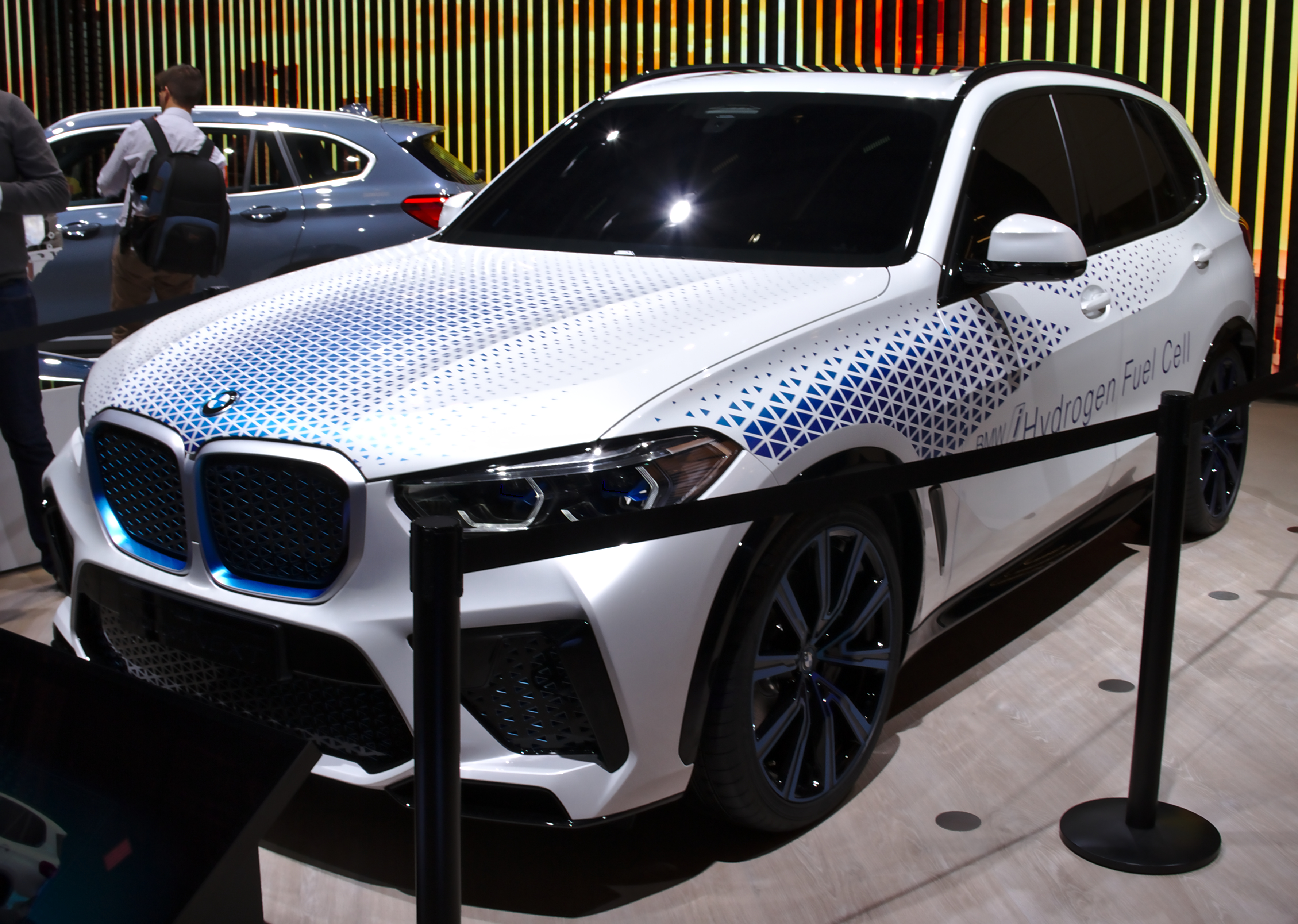
BMW i Hydrogen Next, Konzeptfahrzeug 2019
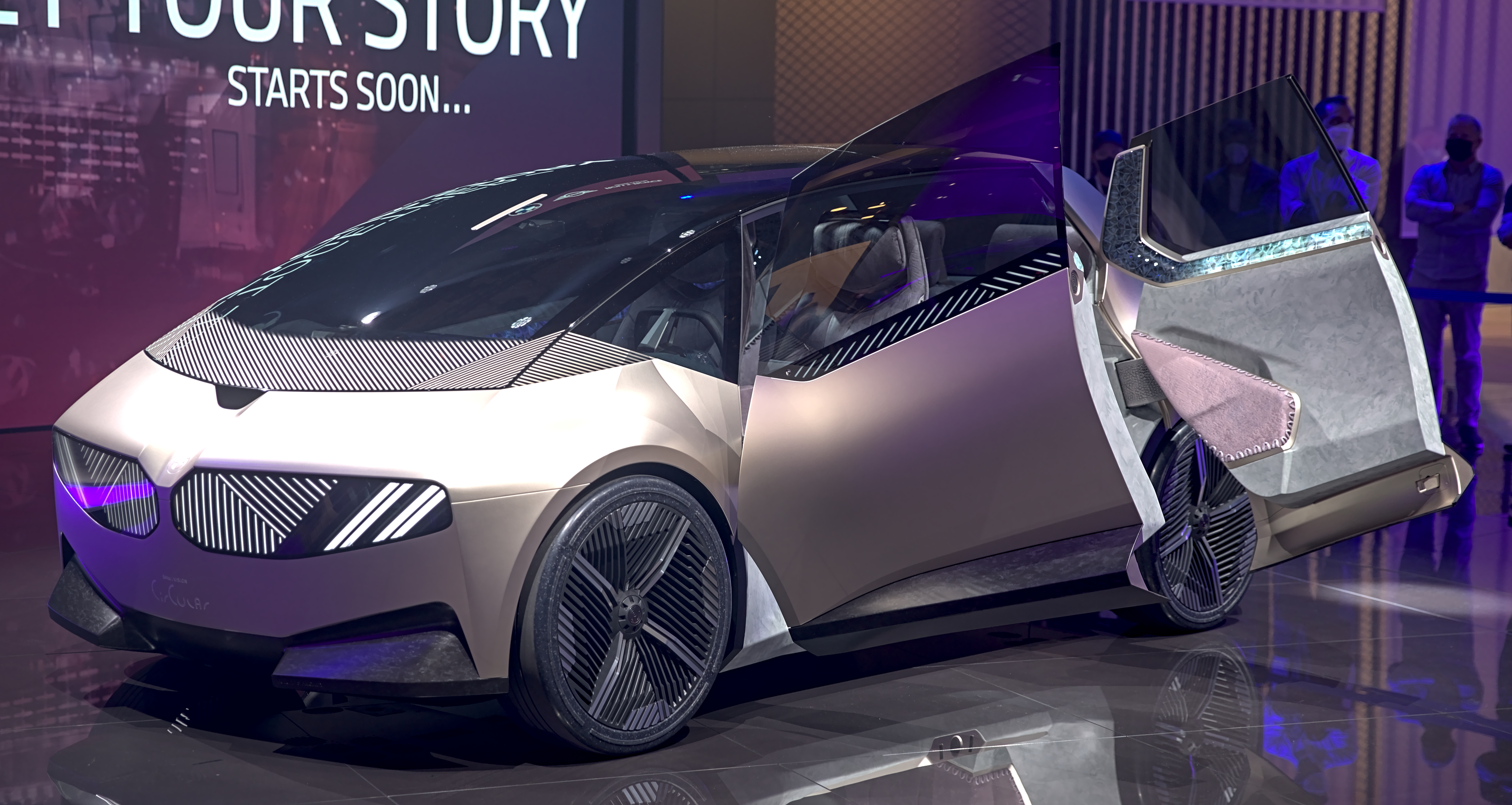
BMW i Vision Circular, Konzeptfahrzeug 2021
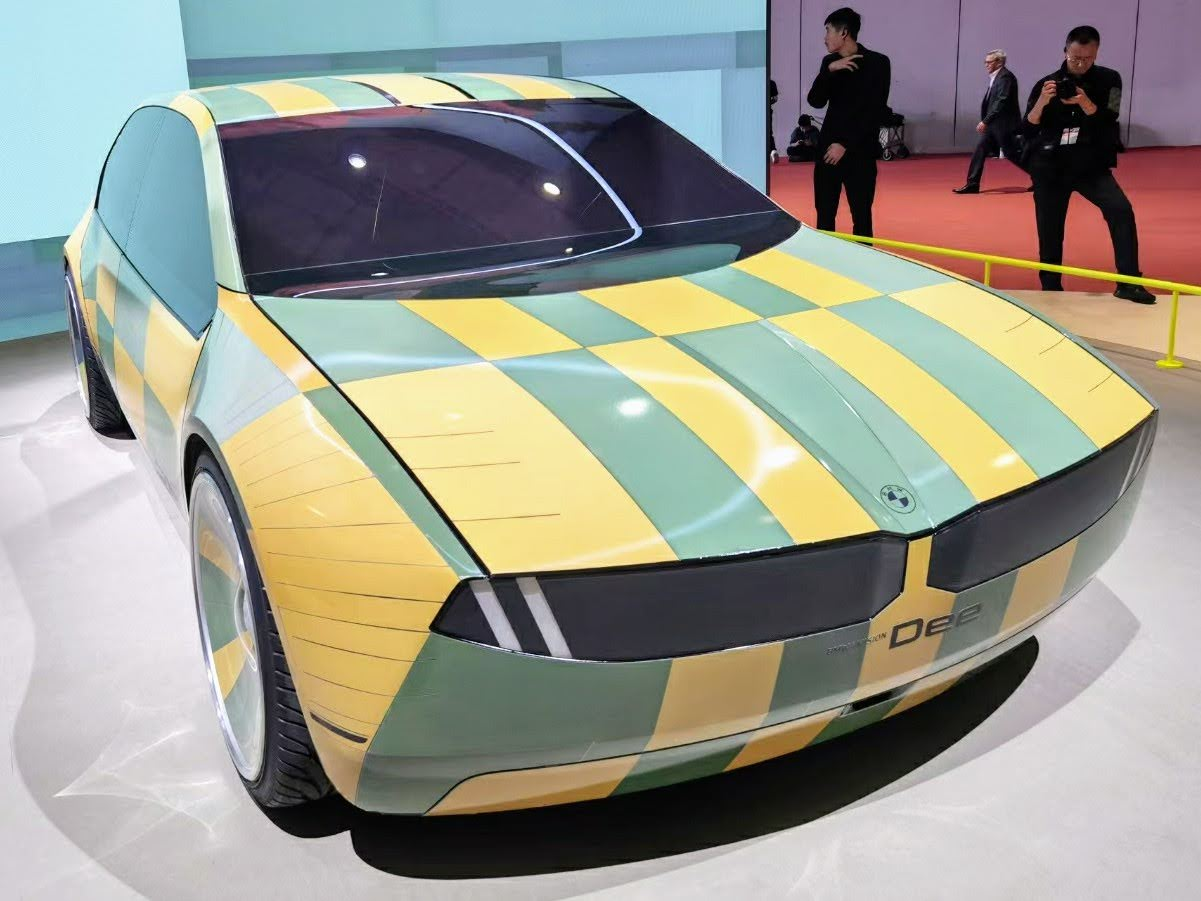
BMW i Vision Dee, Konzeptfahrzeug 2023

### Neue Klasse

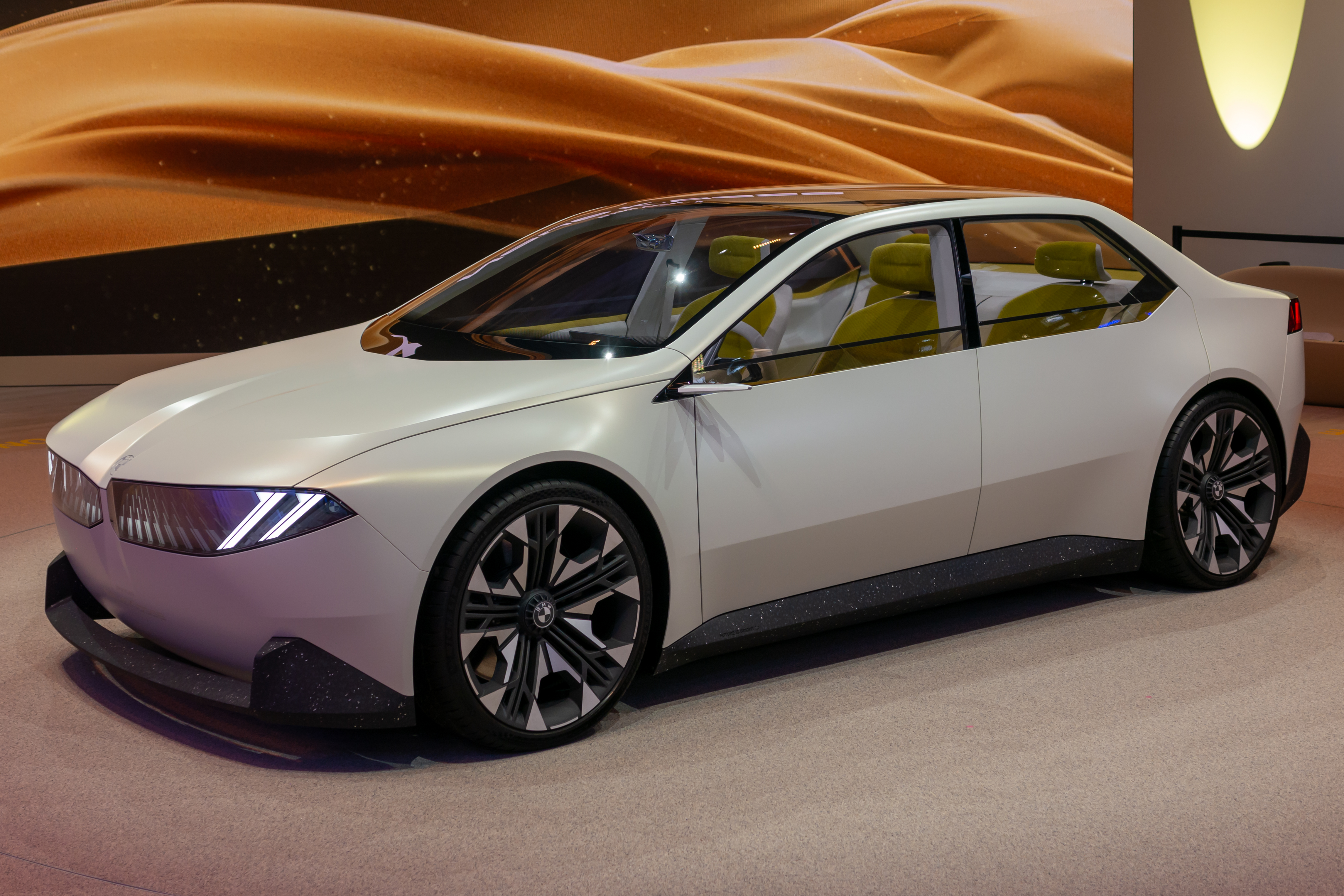
BMW Vision Neue Klasse, IAA 2023

Auf der IAA 2023 stellte BMW die elektrische „Neue Klasse“ vor, auf der zukünftig alle neuen Modelle ab 2025 basieren. Die Komponenten-Plattform für Elektroautos basiert technisch auf einem 800-V-Bordnetz. 2024 wurden die Varianten der Neue-Klasse-Architektur bekannt:
- NAx für kleinere Modelle mit Heck- und Allradantrieb
- NBx für Front- und Allradantrieb
- NDx für Oberklasse-Modelle mit Heck- und Allradantrieb
- ZAx für Elektrosportwagen von BMW M

2025 und 2026 sollen Modelle mit NAx auf den Markt kommen. 2027 und 2028 sollen dann neue Modellserien auf Basis der NBx folgen.
Die Ziele der NMC-Batteriearchitektur „Gen 6“ der Neuen Klasse sollen gegenüber der Vorgängerarchitektur „Gen 5“ etwa 30 % mehr Reichweite, 30 % schnellere Ladezeiten, und 50 % geringere Kosten ermöglichen.

## Modelle in Serie

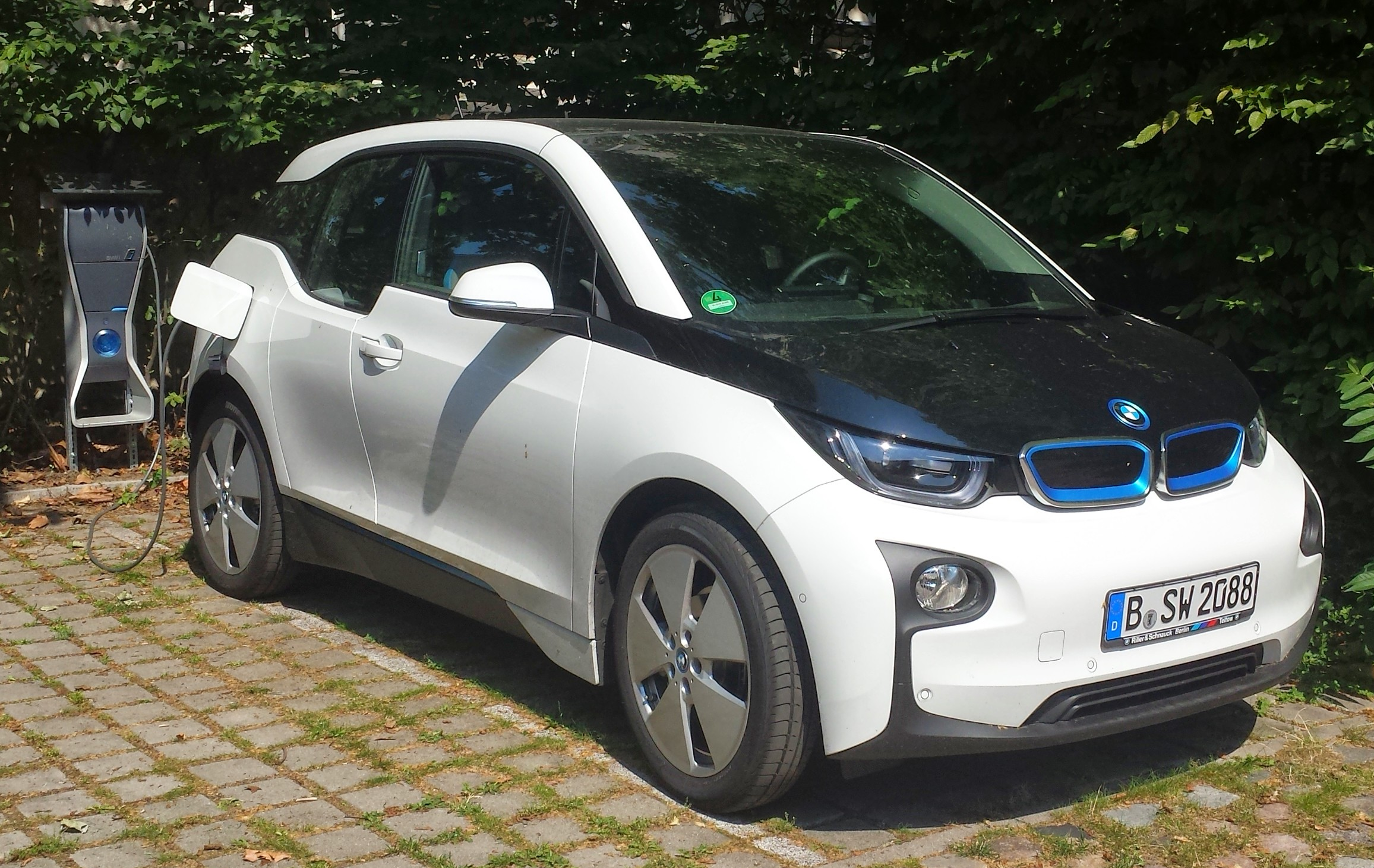
BMW i3 (2013–2022)

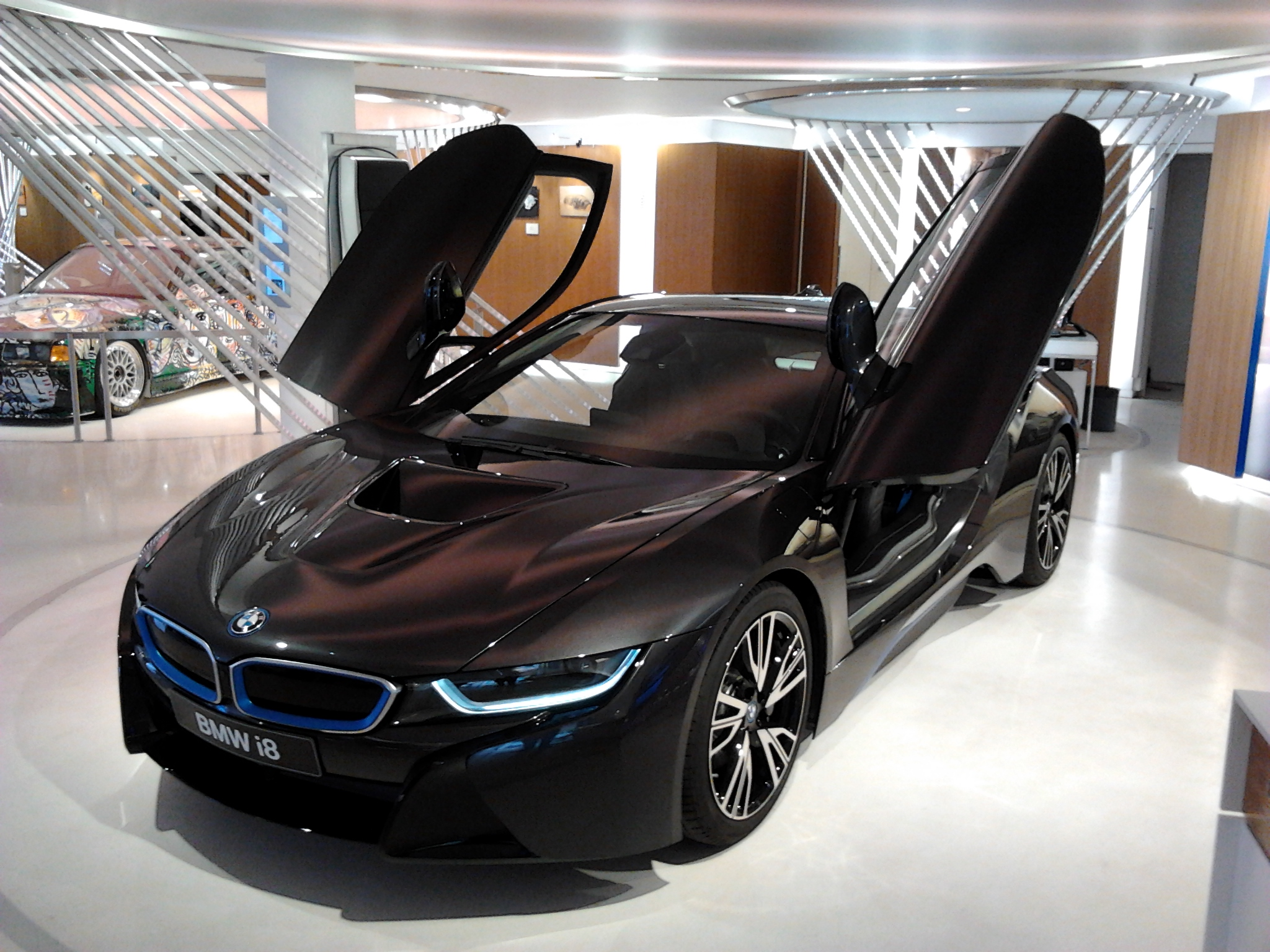
BMW i8 (2014–2020)

Die BMW i-Modelle entstanden bis 2020 ausschließlich im BMW-Werk Leipzig.

### Erste, inzwischen eingestellte Modelle

#### BMW i3
Der BMW i3 ist ein rein elektrisch betriebenes Fahrzeug. Sein Motor leistet maximal 125 kW und kann ein Drehmoment von 250 Nm abgeben. Er ist auf Wunsch mit Verbrennungsmotor (Ottomotor) als Reichweitenverlängerer erhältlich, wobei letzterer nach einer Modellpflege mit Vergrößerung der Batteriekapazität seit Oktober 2018 in Europa nicht mehr angeboten wird.
2017 wurde eine Modellpflege durchgeführt und die Modellvariante BMW i3s präsentiert. Im Oktober 2020 war der 200.000ste i3 hergestellt worden. Ende 2019 war nach den immer weiter steigenden Verkaufszahlen die Produktion bis 2024 angekündigt worden. Letztendlich wurde sie dann doch im Juni 2022 eingestellt, um die Produktionskapazitäten für den BMW U11 zu nutzen. Der Antrieb des i3 wird inzwischen auch im Mini Cooper SE eingesetzt.

#### BMW i8
Der BMW i8 ist ein Sportwagen mit Hybridantrieb. An der Vorderachse befindet sich der Elektroantrieb mit 96 kW (131 PS). Die Hinterachse wird von einem abgasturbogeladenen 1,5-Liter-Dreizylinder-Ottomotor mit 170 kW (231 PS) Höchstleistung und bis zu 320 Nm Drehmoment angetrieben.
Der geschlossenen Version wurde ein Roadster zur Seite gestellt, der ab Mai 2018 erhältlich war.
Die Produktion des BMW i8 wurde 2020 nach 20.500 gebauten Exemplaren eingestellt.

### Aktuelle Modelle

#### BMW i3
Auf Basis der chinesischen Langversion des 3er-BMW wurde im März 2022 der i3 ausschließlich für den chinesischen Markt vorgestellt.

#### BMW i4

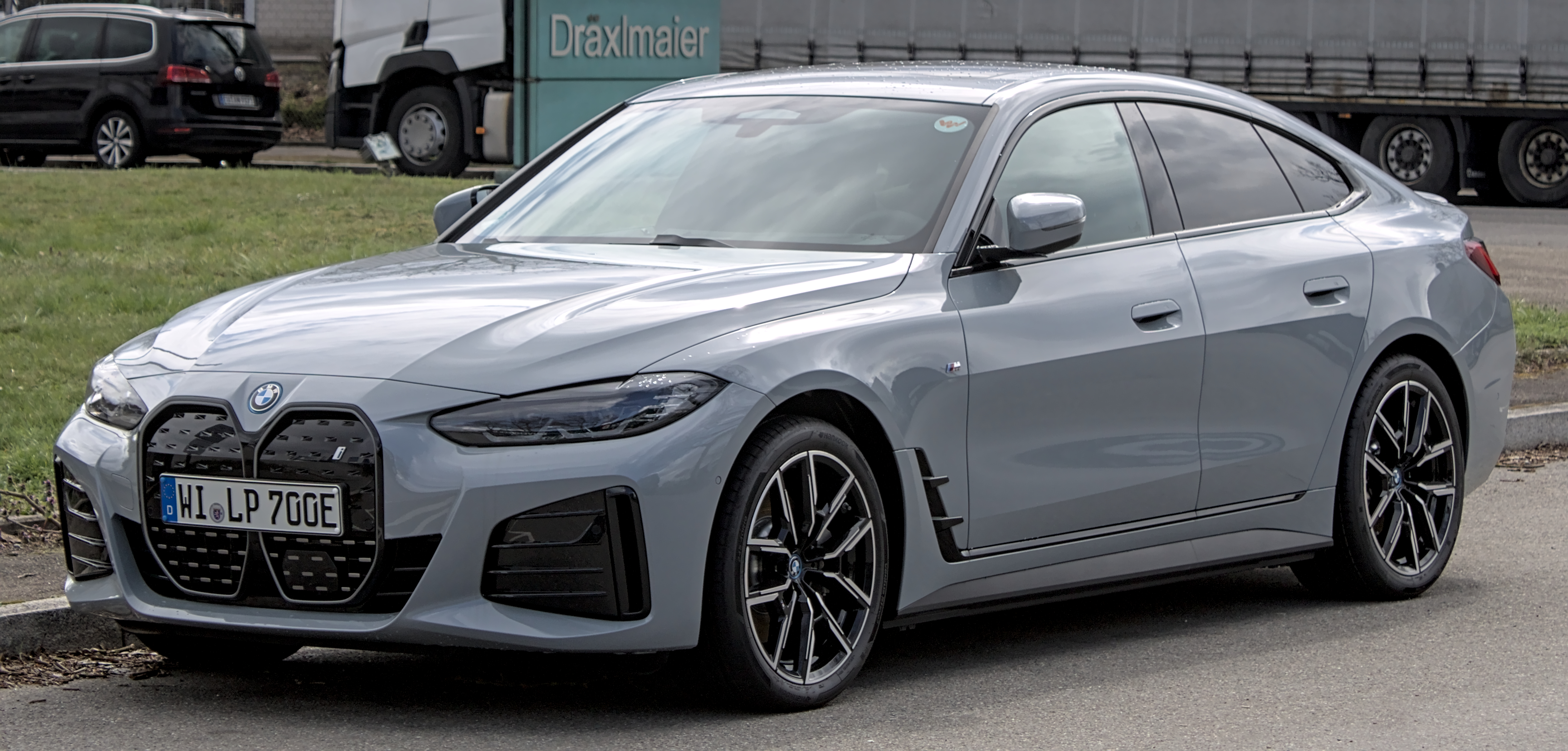
BMW i4 (seit 2021)

Auf Basis des 4er Gran Coupé wird seit Ende 2021 der i4 angeboten.

#### BMW i5

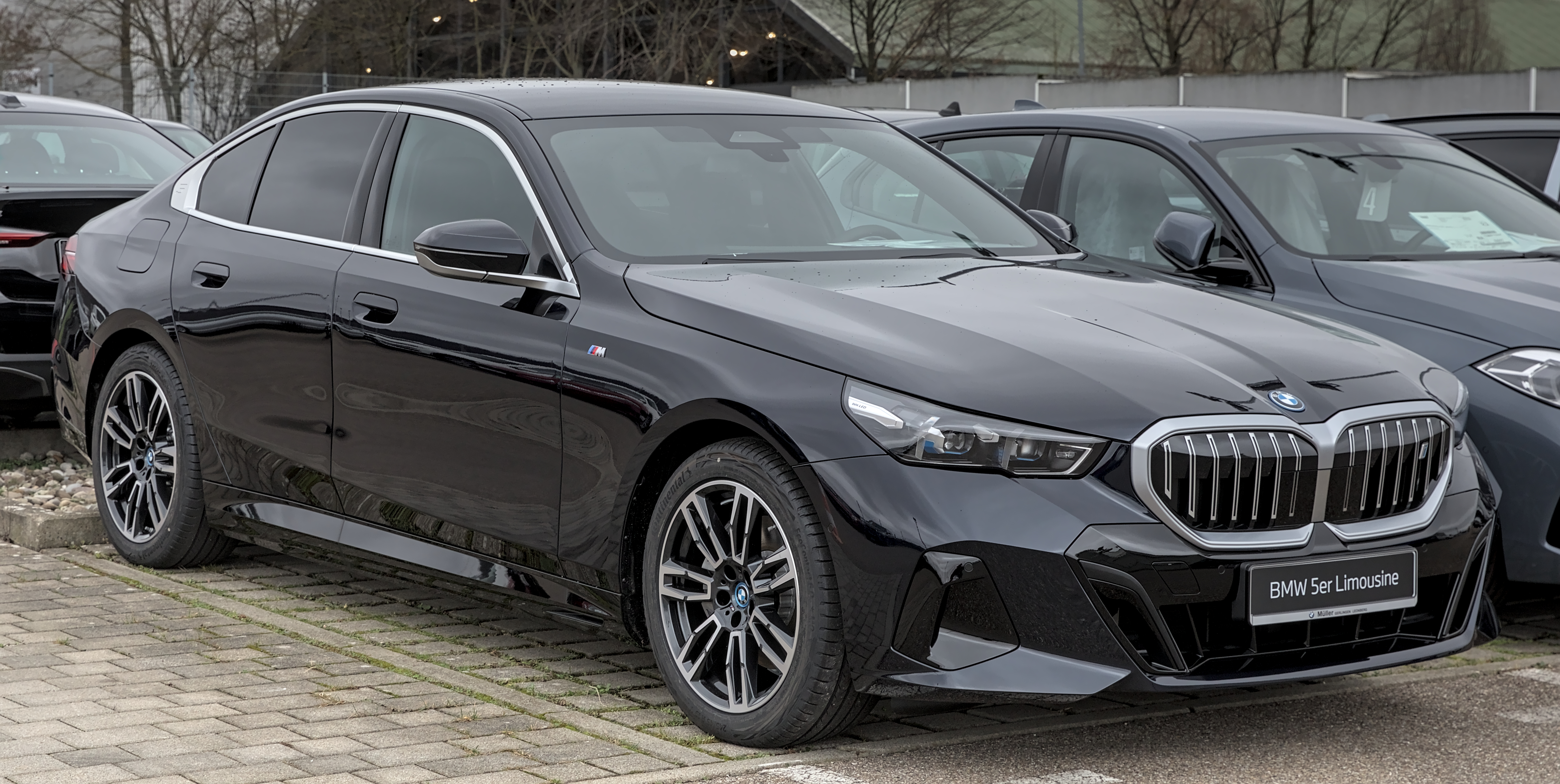
BMW i5 (seit 2023)

Wie schon der größere 7er wird auch der 5er mit der Einführung der achten Generation als vollelektrischer i5 angeboten. Er wurde im Mai 2023 vorgestellt und kam im Oktober 2023 auf den Markt. Es gibt ihn auch als Kombi-Modell Touring.

#### BMW i7

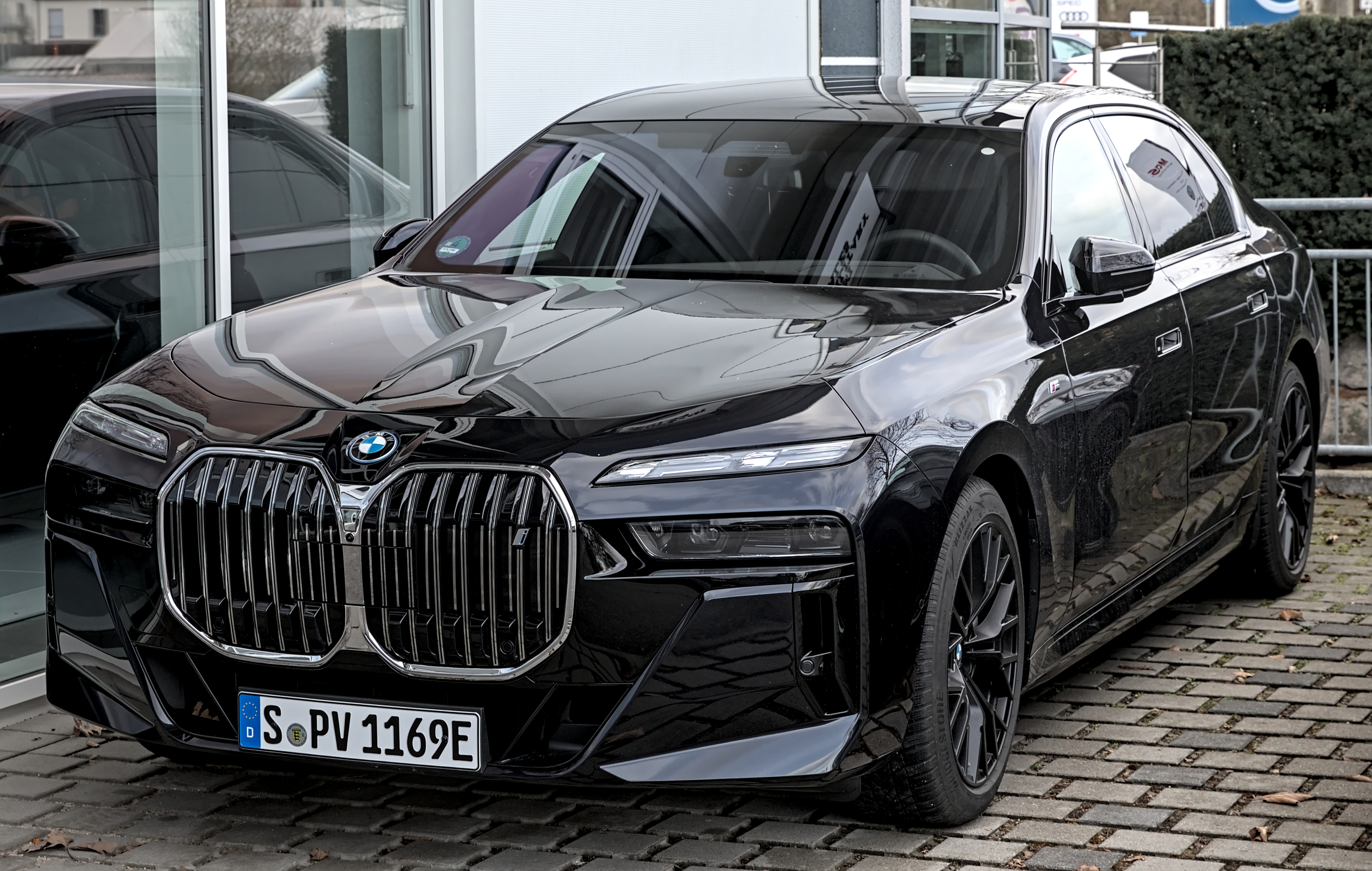
BMW i7 (seit 2022)

Erstmals wird die 7er-Reihe auch als vollelektrischer i7 angeboten. Er wurde im April 2022 vorgestellt und kam im November 2022 als erste Variante der Baureihe in den Handel.

#### BMW iX

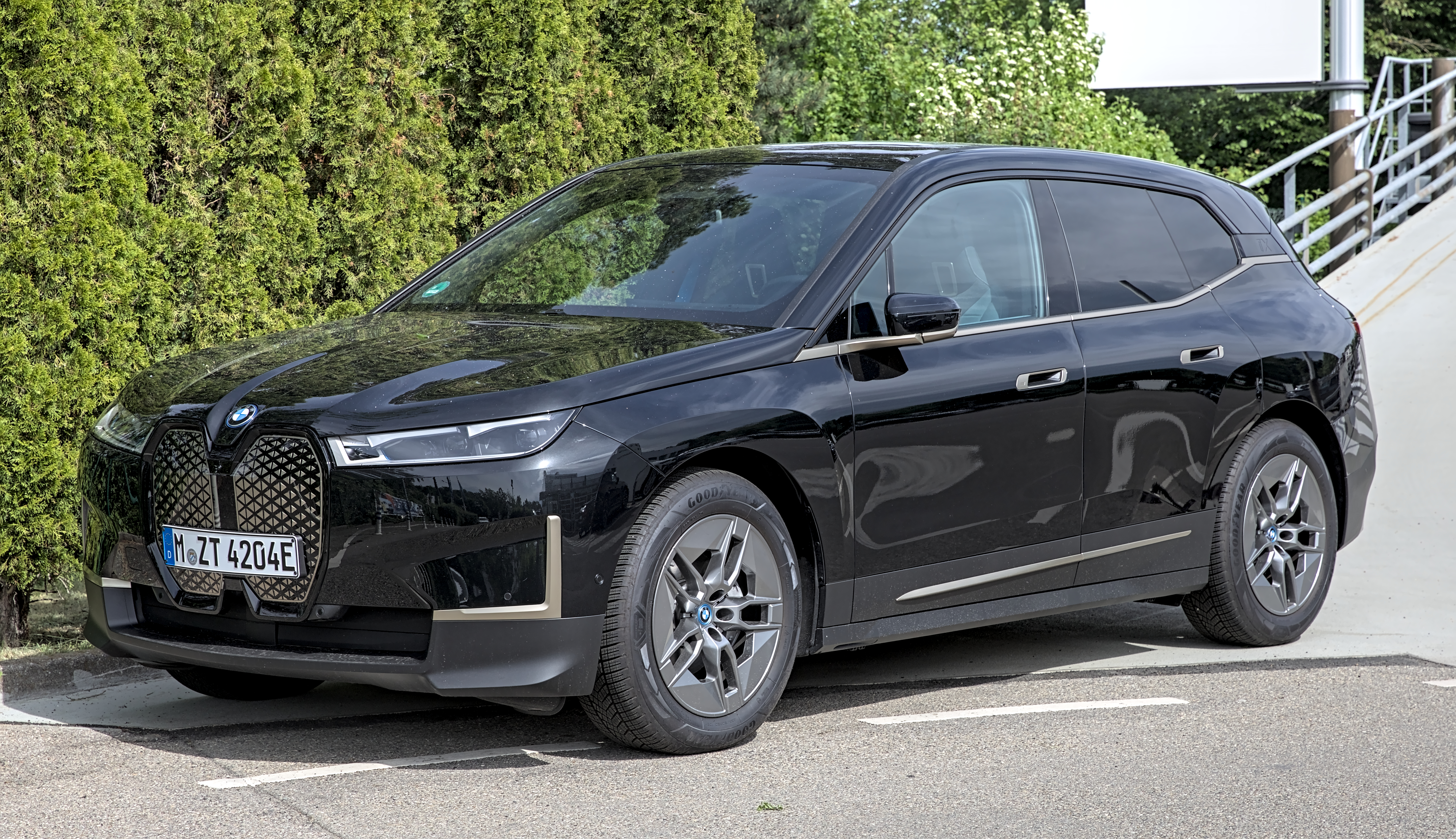
BMW iX (seit 2021)

Seit Juli 2021 wird der SUV iX in Dingolfing hergestellt.

#### BMW iX1

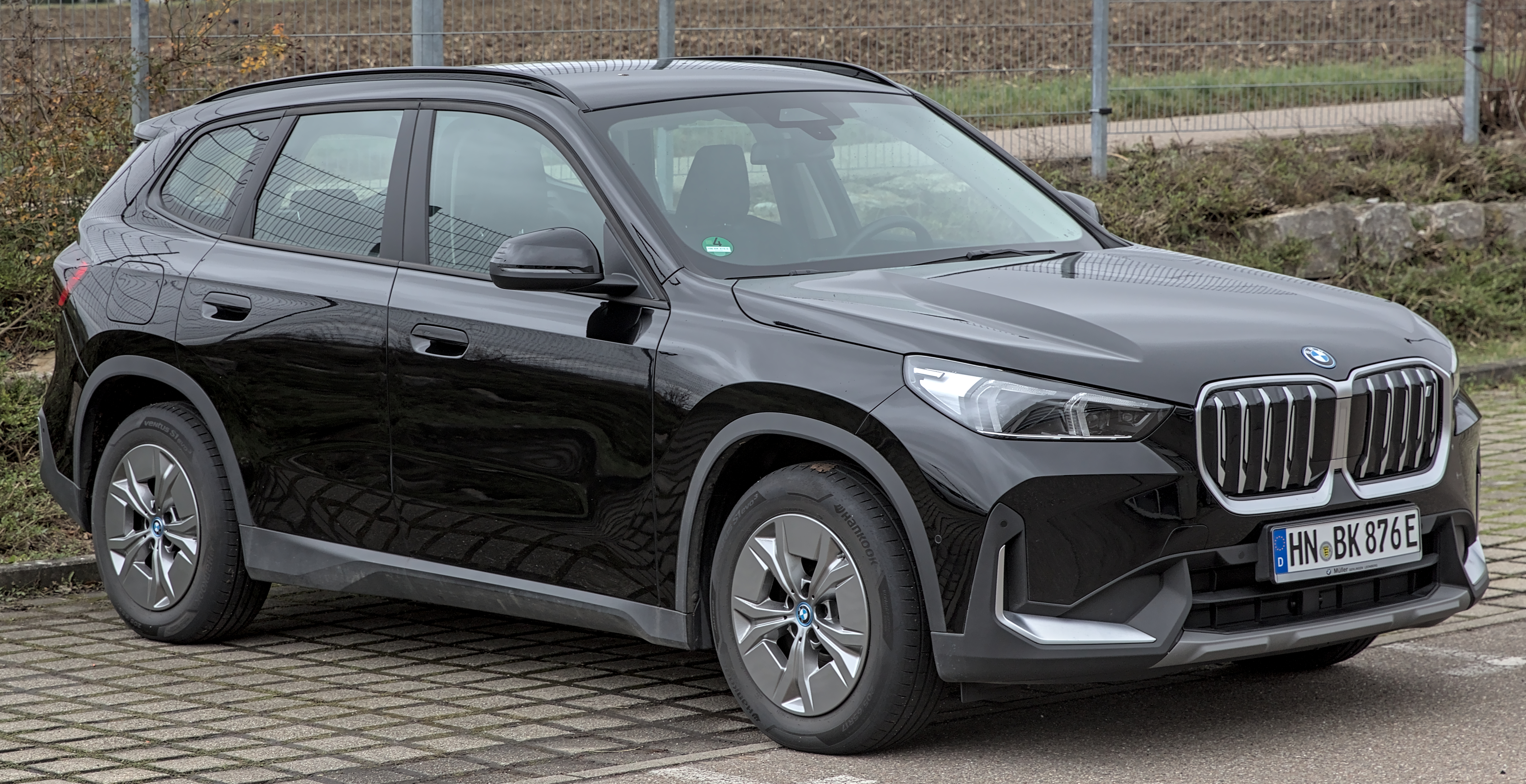
BMW iX1 (seit 2022)

Anfang Juni 2022 wurde das SUV iX1 als kleinstes elektrisches SUV auf Basis des BMW X1 (U11) präsentiert.

#### BMW iX2

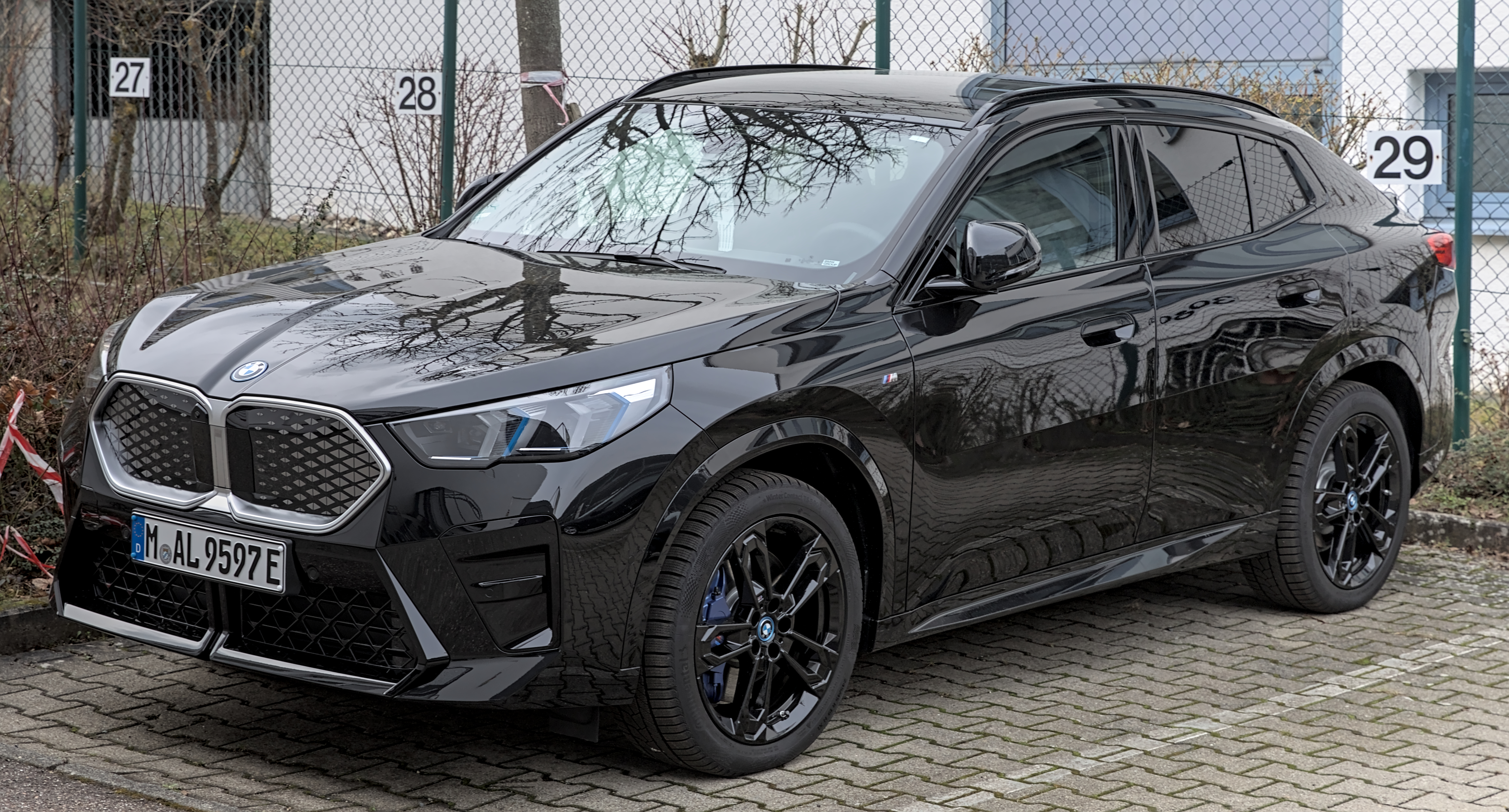
BMW iX2 (seit 2024)

Der iX2 wurde im Oktober 2023 vorgestellt.

#### BMW iX3

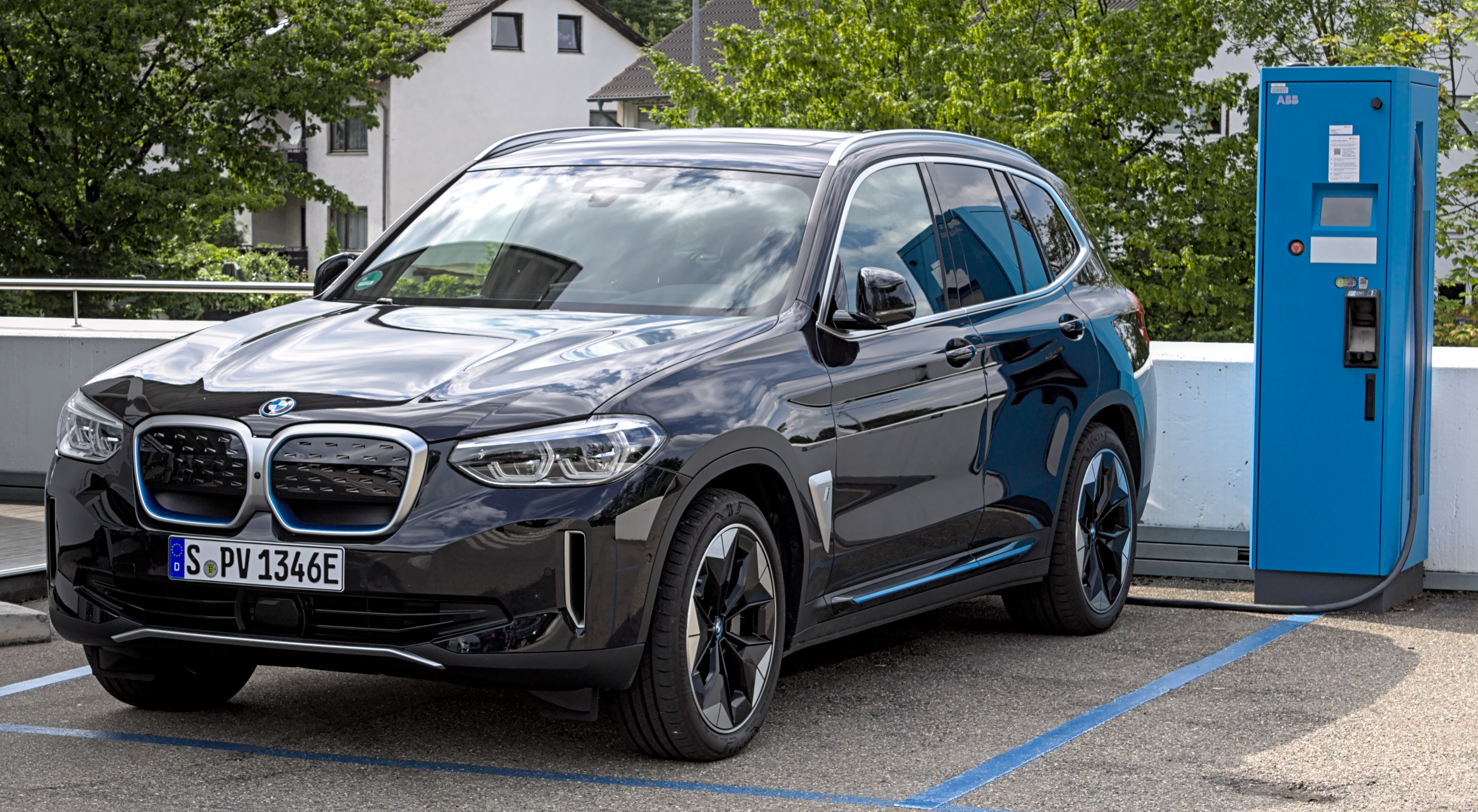
BMW iX3 (seit 2020)

Seit 2020 wird der SUV iX3 als Variante des BMW X3 (G01) in China hergestellt.

#### BMW iX5 Hydrogen

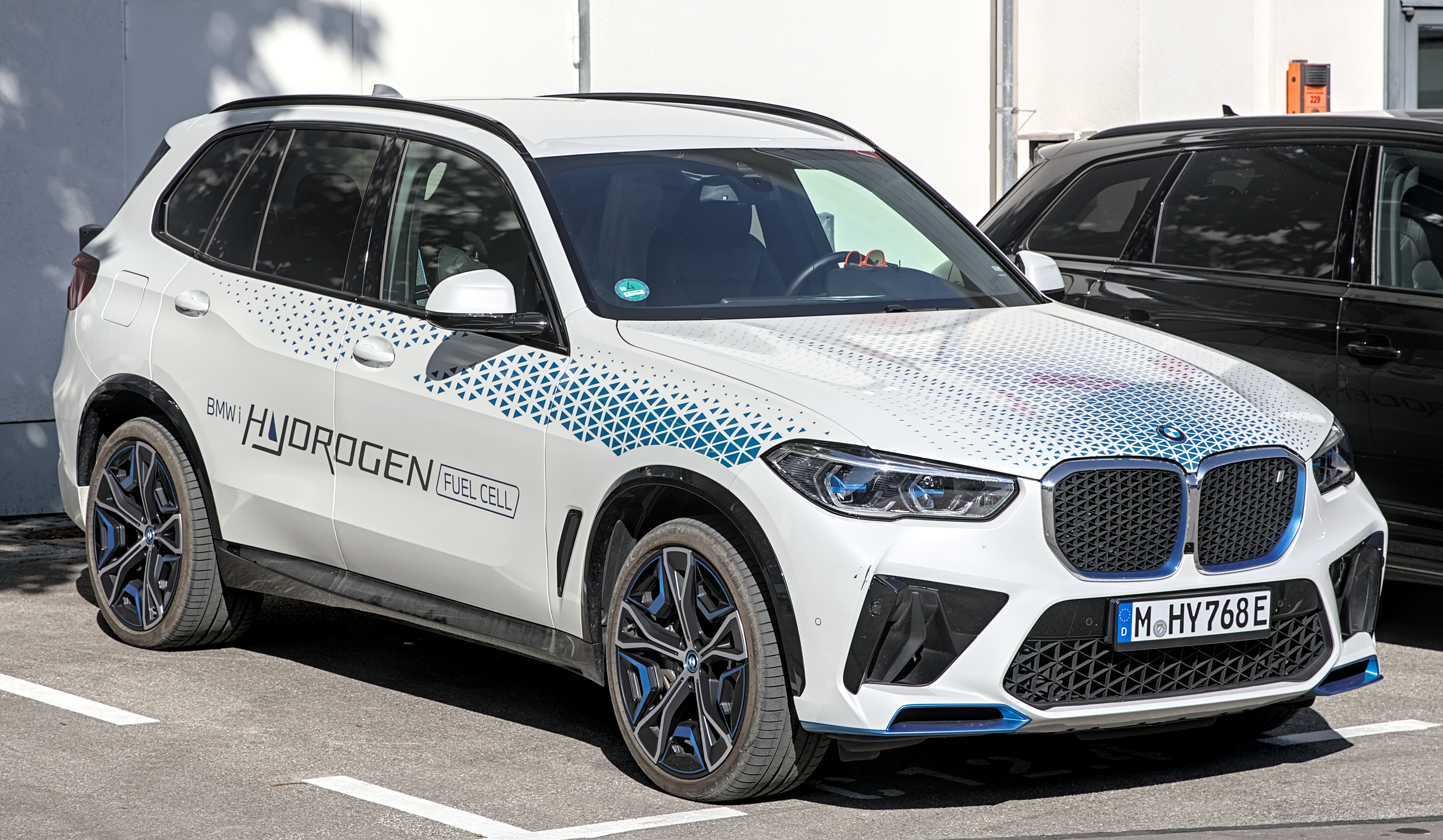
BMW iX5 Hydrogen (seit 2022)

In einer Kleinserie von weniger als 100 Fahrzeugen wird das Brennstoffzellenfahrzeug iX5 Hydrogen auf Basis des BMW X5 (G05) seit August 2022 produziert.

## BMW i Agenten
BMW vertrieb die i-Produkte und Dienstleistungen bis 2018 über 47 BMW-i-Agenten in Deutschland und eine Online-Vertriebsplattform. Ab Januar 2018 wurde die i-Reihe in die normale BMW-Vertriebsplattform integriert, die Vertriebsagenten fielen weg.